# Metoligotoma begae
Metoligotoma begae is een insectensoort uit de familie Australembiidae, die tot de orde webspinners (Embioptera) behoort. De soort komt voor in Australië.
Metoligotoma begae is voor het eerst wetenschappelijk beschreven door Davis in 1938.